# Dolinasorex glyphodon
Dolinasorex glyphodon es una especie extinta de musaraña venenosa de gran dimensión, con los dientes rojos, que pertenece a la familia Soricidae y subfamilia Soricinae. Tanto el género como su única especie se encuentran exclusivamente en estado fósil. Sus restos han sido encontrados exclusivamente en los niveles geológicos TD4 al TD6 del yacimiento de Gran Dolina en la Sierra de Atapuerca (Burgos, España). La antigüedad de dichos niveles abarca un intervalo de tiempo que va desde los 900.000 años a los 780.000 (120.000 años en total), por lo que esta especie vivió durante el Pleistoceno Inferior.
Dolinasorex se asemeja más a los sorícidos asiáticos que a los europeos de la época, por lo que su posible origen y dispersión se sitúan en ese continente. A fecha actual (abril de 2009) es el único género de sorícido descrito en la península ibérica (endémico) y su presencia en este espacio geográfico indica que el clima de la época era templado, húmedo y estable.